# Gao Lei
Gao Lei (chiń. 高磊; ur. 3 stycznia 1992 r. w Szanghaju) – chiński skoczek na trampolinie, brązowy medalista igrzysk olimpijskich, siedmiokrotny mistrz świata, srebrny medalista igrzysk azjatyckich.
Na letnich igrzyskach olimpijskich w Rio de Janeiro zdobył brązowy medal w skokach indywidualnych, zdobywając 60,175 punktów. Do zwycięzcy stracił 1,570.